# Elena Gual
Elena Gual Baquera (Mallorca, 1994) és una artista mallorquina formada a l'Acadèmia de Florència, la Central Saint Martins i la Royal Academy of Arts de Londres. Destaca per les seves pintures de retrats de dones fets amb espàtula.
El 2025 fou escollida com una de les 50 dones més influents de les Illes Balears per la revista Forbes.